# Jonathan Ferland
Jonathan Ferland (né le 9 février 1983 à Sainte-Marie de Beauce, dans la province de Québec) est un joueur professionnel canadien de hockey sur glace,.

## Carrière
Il a joué dans la Ligue de hockey junior majeur du Québec pour le Titan d'Acadie-Bathurst et les Wildcats de Moncton. Il a été repêché au 7e tour à la 212e position en 2002 par les Canadiens de Montréal.
En 2005-2006, il a joué 7 parties avec le Canadien et a marqué son premier but contre les Penguins de Pittsburgh à son premier match.
Le 13 mai 2008, il signe un contrat avec l'EC VSV en Autriche.
Il a remporté la Coupe Calder à la conclusion des séries éliminatoires de la saison 2006-2007 avec les Bulldogs de Hamilton. Il est aussi Champion EBEL avec son équipe des Capitals de Vienne pour la saison 2016-2017.
Durant sa carrière, il a été capitaine de la saison 2014-2015 à 2016-2017 pour l'équipe de Vienne et il a été assistant-capitaine durant son passage avec les Bulldogs de Hamilton pour les saisons 2005-2006 à 2007-2008. Il a été, à nouveau, assistant-capitaine pour la saison 2017-2018 avec les Giants de Belfast.

## Statistiques
| Saison     | Équipe                         | Ligue      |    | Saison régulière | Saison régulière | Saison régulière | Saison régulière | Saison régulière |   | Séries éliminatoires | Séries éliminatoires | Séries éliminatoires | Séries éliminatoires | Séries éliminatoires |
| Saison     | Équipe                         | Ligue      | PJ | B                | A                | Pts              | Pun              | PJ               | B | A                    | Pts                  | Pun                  |                      |                      |
| 1999-2000  | Wildcats de Moncton            | LHJMQ      | 52 | 3                | 6                | 9                | 21               | 11               | 0 | 1                    | 1                    | 0                    |                      |                      |
| 2000-2001  | Titan d'Acadie-Bathurst        | LHJMQ      | 70 | 17               | 11               | 28               | 135              | 13               | 0 | 4                    | 4                    | 47                   |                      |                      |
| 2001-2002  | Titan d'Acadie-Bathurst        | LHJMQ      | 55 | 28               | 46               | 74               | 104              | 10               | 2 | 10                   | 12                   | 8                    |                      |                      |
| 2002-2003  | Titan d'Acadie-Bathurst        | LHJMQ      | 68 | 45               | 44               | 89               | 94               | 11               | 4 | 5                    | 9                    | 16                   |                      |                      |
| 2003-2004  | Bulldogs de Hamilton           | LAH        | 70 | 5                | 10               | 15               | 43               | 10               | 0 | 0                    | 0                    | 6                    |                      |                      |
| 2004-2005  | Bulldogs de Hamilton           | LAH        | 62 | 6                | 8                | 14               | 24               | 4                | 0 | 0                    | 0                    | 4                    |                      |                      |
| 2005-2006  | Bulldogs de Hamilton           | LAH        | 39 | 7                | 8                | 15               | 65               | -                | - | -                    | -                    | -                    |                      |                      |
| 2005-2006  | Canadiens de Montréal          | LNH        | 7  | 1                | 0                | 1                | 2                | -                | - | -                    | -                    | -                    |                      |                      |
| 2006-2007  | Bulldogs de Hamilton           | LAH        | 78 | 23               | 14               | 37               | 87               | 22               | 3 | 6                    | 9                    | 19                   |                      |                      |
| 2007-2008  | Bulldogs de Hamilton           | LAH        | 80 | 16               | 24               | 40               | 97               | -                | - | -                    | -                    | -                    |                      |                      |
| 2008-2009  | EC Villacher SV                | EBEL       | 53 | 20               | 28               | 48               | 110              | 6                | 2 | 2                    | 4                    | 18                   |                      |                      |
| 2009-2010  | EC Villacher SV                | EBEL       | 40 | 15               | 26               | 41               | 172              | 5                | 3 | 3                    | 6                    | 8                    |                      |                      |
| 2010-2011  | EC Villacher SV                | EBEL       | 51 | 18               | 22               | 40               | 113              | 10               | 3 | 4                    | 7                    | 24                   |                      |                      |
| 2011-2012  | Vienna Capitals                | EBEL       | 40 | 24               | 24               | 48               | 99               | 7                | 6 | 3                    | 9                    | 12                   |                      |                      |
| 2012-2013  | Vienna Capitals                | EBEL       | 21 | 7                | 7                | 14               | 26               | 15               | 6 | 5                    | 11                   | 26                   |                      |                      |
| 2013-2014  | Vienna Capitals                | EBEL       | 53 | 23               | 22               | 45               | 44               | 5                | 1 | 2                    | 3                    | 8                    |                      |                      |
| 2014-2015  | Vienna Capitals                | EBEL       | 52 | 15               | 21               | 36               | 53               | 15               | 4 | 8                    | 12                   | 10                   |                      |                      |
| 2015-2016  | Vienna Capitals                | EBEL       | 38 | 8                | 15               | 23               | 64               | 3                | 0 | 1                    | 1                    | 0                    |                      |                      |
| 2016-2017  | Vienna Capitals                | EBEL       | 53 | 17               | 23               | 40               | 43               | 12               | 3 | 1                    | 4                    | 13                   |                      |                      |
| 2017-2018  | Belfast Giants                 | EIHL       | 47 | 14               | 21               | 35               | 86               | -                | - | -                    | -                    | -                    |                      |                      |
| 2018-2019  | Belfast Giants                 | EIHL       | 50 | 8                | 11               | 19               | 48               | -                | - | -                    | -                    | -                    |                      |                      |
| 2019-2020  | Cool FM 103,5 de Saint-Georges | LNAH       | 26 | 5                | 9                | 14               | 30               | -                | - | -                    | -                    | -                    |                      |                      |
| 2021-2022  | Cool FM 103,5 de Saint-Georges | LNAH       | 3  | 0                | 0                | 0                | 2                | -                | - | -                    | -                    | -                    |                      |                      |
| 2022-2023  | Cool FM 103,5 de Saint-Georges | LNAH       | 6  | 0                | 0                | 0                | 4                | -                | - | -                    | -                    | -                    |                      |                      |
| Totaux LNH | Totaux LNH                     | Totaux LNH | 7  | 1                | 0                | 1                | 2                | -                | - | -                    | -                    | -                    |                      |                      |